# Whymperia tricoloripes
Whymperia tricoloripes är en stekelart som först beskrevs av Otto Schmiedeknecht 1908.  Whymperia tricoloripes ingår i släktet Whymperia och familjen brokparasitsteklar. Inga underarter finns listade i Catalogue of Life.